# ERSC Ottobrunn
Der ERSC Ottobrunn ist ein Sportverein aus Ottobrunn im Landkreis München mit den Abteilungen Eishockey, Eiskunstlauf und Eisschnelllauf, der Frühjahr 1972 gegründet wurde.
Der genaue Vereinsname lautet Eis- und Rollsport-Club Ottobrunn.

## Abteilung Eisschnelllauf
Durch den Trainerwechsel im Jahr 1975 zu Erhard Schröck sowie den Wechsel der Eisschnellläuferinnen Sigrid Smuda, Angelika und Manuela Hassmann zum ERSC erscheint der Vereinsname in den Ergebnislisten dieser Sportart zunehmend auf den vorderen Plätzen, obwohl es in Ottobrunn zu diesem Zeitpunkt noch kein Kunsteis gibt.

## Abteilung Eishockey
Nachdem Nachwuchsmannschaften schon vorher am Spielbetrieb teilnehmen, meldet die Abteilung des ERSC erstmals 1983 eine Seniorenmannschaft für den Eishockeyspielbetrieb. Diese konnte sich bisher noch für keine höherklassige Liga als der Bayernliga qualifizieren, in der sie zuletzt von 1998 bis 2005 mitspielte. Nach dem Abstieg spielt die Mannschaft seit 2004/05 wieder in der ‒ fünftklassigen ‒ Landesliga Bayern, wo sie 2005/06 in die Qualifikationsrunde zur Eishockey-Bayernliga u. a. gegen die Mannschaft von VER Selb antrat und in der Saison 2006/07 den Klassenerhalt in der Abstiegsrunde erreichte. Am Ende der Saison 2009/10 stieg die erste Seniorenmannschaft zwar sportlich aus der Landesliga Bayern ab, wurde aber vom Verband erneut als nachrückende 15. Mannschaft in die Landesliga Süd-West eingeteilt. Nach der Saison 2010/11 stieg die Mannschaft in die Bezirksliga ab, konnte aber den sofortigen Wiederaufstieg in die Landesliga erreichen.
Nach der Saison 2014/15 wurde die Mannschaft zur Saison 2015/16 in die Bezirksliga eingeteilt.
Die zur Saison 2009/10 erstmals zum Spielbetrieb in der ‒ sechstklassigen ‒ Bezirksliga Bayern gemeldete zweite Amateurmannschaft wurde nach nur einer Saison nicht für die Teilnahme am Spielbetrieb gemeldet.

### Erfolge
- Aufstieg in die Regionalliga (BYL) 2002
- Aufstieg in die Bayernliga[2] 1990, 1998
- Aufstieg in die Bayerische Landesliga 2012, 2022
- Bayerischer Bezirksliga-Vizemeister 1996[3], 2022
- Bayerischer Bezirksliga-Meister Ost 1996, Süd 2022
- Bayerischer Bezirksliga-Vizemeister Ost 2012
- BEV Pokalfinalist 2019

Quelle: rodi-db.de

### FraueneishockeymannschaftTwisters
Erfolgreicher als die Seniorenmannschaft ist die zwischen 2000 und 2009 am Spielbetrieb teilnehmende Frauenmannschaft der Twisters, die 2005 den Meistertitel in der Landesliga Bayern erreichte und ‒ trotz der Problematik des offenen Stadions ‒ in die Fraueneishockey-Bundesliga aufsteigen durfte. In der Saison 2005/06 gelang der Mannschaft der sportliche Klassenerhalt mit sehr viel Glück, was in der Saison 2006/07 erneut gelang. Nach dem sportlichen Abstieg aus der Fraueneishockey-Bundesliga 2008/09 wurde die Mannschaft vom Spielbetrieb abgemeldet.

### Nachwuchs
Den größten Erfolg in der Geschichte der Eishockeyabteilung aber erreichte 1991 die Schülermannschaft im Nachwuchs mit der deutschen Vizemeisterschaft. Aktuell trägt die Jugendarbeit deutlich Früchte. In der Saison 21–22 konnten beide Teams der U9 A und B ihre Liegen gewinnen. Die U15 und U17 spielen in der Bayernliga.

### Heute
Neben den Nachwuchsmannschaften und Hobbymannschaften nimmt die erste Senioren Mannschaft an der sechstklassigen Eishockey-Bezirksliga Bayern Ost teil. Unter dem Dach der Eishockeyabteilung des ERSC gibt es noch die hobbymäßig organisierte Alte Herren-Mannschaft der U99 (genannt Team UHU = Unter Hundert) sowie das aufstrebende Team der Igels mit vielen jungen Talenten.

### Inlinehockey
Die Inlinehockeymannschaft der Ottobrooklyns, die viele Jahre an der Deutschen Inlinehockey Liga (DIHL) des Deutschen Eishockey-Bundes teilnahm, nimmt seit 2005 am Ligenspielbetrieb der Inlinehockeyliga (IHL) des DRIVe teil.

## Stadion
Nachdem zwischen 1972/73 und 1976/77 in Zusammenarbeit von ERSC, Gemeinde Ottobrunn und der Freiwilligen Feuerwehr Ottobrunn der Betrieb eines Natureisstadion organisiert wurde, beginnt Dezember 1977 der Eisbetrieb im offenen Kunsteisstadion am Haidgraben.
Das Stadion ist eines der wenigen noch in Bayern, in dem die Anzeigetafel rückwärts läuft.
Der Betrieb des Stadions wird durch einen Vertrag zwischen der Gemeinde und dem Verein ERSC geregelt, nachdem das Stadion wegen des Betriebskostendefizits schon von der Gemeinde geschlossen oder verkauft werden sollte. Es fand sich jedoch kein Kaufinteressent.